# Antaboga

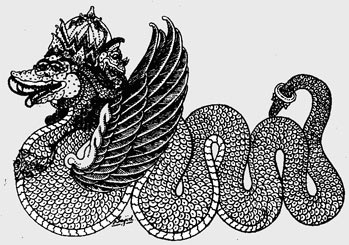
Antaboga

Antaboga of Anataboga is de wereldslang uit de Balinese mythologie, ze schiep de wereldschildpad Bedawang met daarop twee slangen en een deksteen van de onderwereld. 
De Godin Setesuyara en de god Batara Kala (schepper van licht en aarde) heersen over deze onderwereld. Boven de aarde is een laag water, daarboven ligt een reeks hemels. In de drijvende hemel woont Semara, de liefdesgod. Boven de drijvende hemel is de donkerblauwe hemel met zon en maan. Daarboven ligt de geurige hemel, waar de vogel met mensen hoofd Tjak, de slang Taksaka en de Awan-slangen (vallende sterren) wonen.
De voorouders wonen in een vurige hemel, deze hemel ligt boven de geurige hemel (maar ligt onder de hemel van de goden).
Op delen van Java is Antaboga de koningslang die leefde in de bodem van de droge aarde Wisanggeni.

## Etymologie
- A = niet
- Ananta = nooit uitgeput
- Boga = voedsel

Anantaboga: voedsel dat niet wordt uitgeput.